# Verasper moseri
Verasper moseri is een straalvinnige vissensoort uit de familie van schollen (Pleuronectidae). De wetenschappelijke naam van de soort is voor het eerst geldig gepubliceerd in 1898 door Jordan & Gilbert.